# Briviesca (kommunhuvudort)
Briviesca är en kommunhuvudort i Spanien.   Den ligger i provinsen Provincia de Burgos och regionen Kastilien och Leon, i den norra delen av landet, 240 km norr om huvudstaden Madrid. Briviesca ligger 725 meter över havet och antalet invånare är 6 880.
Terrängen runt Briviesca är platt åt nordost, men åt sydväst är den kuperad. Runt Briviesca är det glesbefolkat, med 13 invånare per kvadratkilometer. Briviesca är det största samhället i trakten. Trakten runt Briviesca består till största delen av jordbruksmark.